# Parazitologija
Parazitologija je veda, ki se ukvarja s preučevanjem odnosa parazitizma (tudi zajedavstva). Je biološka disciplina, ki pri preučevanju parazitov pogosto uporablja spoznanja iz celične biologije, bioinformatike, molekularne biologije, imunologije, genetike, evolucijske biologije in ekologije. Parazitologija proučuje dinamične procese, ki se vzpostavijo med parazitom in njegovim gostiteljem; med drugim se osredotoča na prilagoditve parazitov, obrambne sisteme gostiteljev, razširjenost posameznih parazitskih vrst, fiziologijo zajedavcev, evolucijo odnosa parazitizma in na samo patogenezo (pojav okužbe ter njen razvoja). Njene ugotovitve se uporablja v medicini za postavljanje diagnoz in zdravljenje bolnikov, okuženih z različnimi vrstami parazitov. Strokovnjak, ki se poklicno ukvarja s parazitologijo, se imenuje parazitolog.

## Področja parazitologije
Za olajšano komunikacijo med biologi in drugimi strokovnjaki se parazitologijo deli na manjša področja, ki pa se med seboj pogosto prepletajo in vključujejo tudi posamezna spoznanja ostalih naravoslovnih ved.

### Medicinska parazitologija
Glavno področje parazitologije je namenjeno medicinski uporabi in se posveča predvsem raziskovanju tipičnih človeških parazitov, okužbam, ki jih ti povzročajo, odzivu človeškega imunskega sistema na okužbo s paraziti in preprečevanju ter samemu zdravljenju tovrstnih okužb. K medicinski parazitologiji se uvršča tudi izdelavo zdravil proti parazitom in epidemiološke študije parazitskih bolezni.
Po podatkih parazitologa F.E.G. Coxa naj bi bili ljudje gostitelji približno 300 vrstam parazitskih črvov in več kot 70 vrstam praživali, pri čemer jih veliko izvira od našim prednikov prvakov in drugih živali, udomačenih v evolucijskih začetkih človeške vrste. Med pogostejše človeške zajedavce spadajo denimo:
- Plazmodij, Plasmodium; pražival, ki povzroča malarijo[6]
- Lišmanija, Leishmania; rod enoceličnih organizmov, ki so odgovorni za okužbe z lišmaniozo[7]

- Notranji paraziti (endoparaziti), kot so razne vrste glist, trakulj in pijavk[8]
- Zunanji paraziti (ektoparaziti), kot so klopi, uši in povzročitelj garjavosti, srbec (Sarcoptes scabiei)[9][10]
- Pripadniki rodov entameba, Entamoeba, in lamblija, Giardia, ki povzročajo prebavne okužbe[11]

### Veterinarska parazitologija
Se ukvarja z raziskovanjem parazitov, ki povzročajo ekonomsko škodo v vzreji živali, akvakulturi ali škodijo domačim živalim.

### Ostala področja
V parazitologijo spadajo tudi ekologija parazitov, taksonomija parazitov, filogenija parazitov in varstvena biologija parazitov.

## Zgodovina panoge
Prvo zabeleženo opazovanje človeškega parazita sega v leto 1681, ko je Antonie van Leeuwenhoek pod mikroskopom opazoval pražival vrste Giardia lamblia. Šest let kasneje sta italijanska biologa Giovanni Cosimo Bonomo in Diacinto Cestoni ugotovila, da garje povzroča vrsta pršice, imenovana srbec (Sarcoptes scabiei). Garje so tako postale prva človeška bolezen z znanim mikroskopskim povzročiteljem. V znanstveni publikaciji Esperienze Intorno alla Generazione degl´Insetti je Francesco Redi prvič opisal zunanje (ekto-) in notranje (endo-) parazite ter ilustriral klope in ličinke muh iz nosov jelenov. Med njegove pomembnejše zaslužke spada tudi spoznanje, da se paraziti razvijejo iz jajčec, kar je bilo v nasprotju s takratnim prevladujočim mnenjem o spontanem nastanku življenja.
Moderna parazitologija se je razvila v 19. stoletju. Leta 1828 je James Annersley opisal bolezen amebiazo in več bolezni prebavil, ki jih povzročajo praživali. Patogena, odgovornega za razvoj amebiaze, je leta 1873 odkril Friedrich Lösch. Patrick Manson je raziskal življenjski cikel zajedavskih črvov naddružine Filarioidea, ki so vzrok bolezni elefantiaze. Leta 1877 je Manson predlagal, da ima povzročitelj malarije, trosovec plazmodij (Plasmodium), komarja za svojega vektorja (ali prenašalca).